# Salzatal
Salzatal est une commune allemande du sud du land de Saxe-Anhalt située dans l'arrondissement de Saale.

## Géographie
Salzatal est située au nord-ouest de l'arrondissement et à l'ouest de la ville de Halle.

## Histoire
La commune a été créée le 1er janvier 2010 dans le cadre de la réforme territoriale de Saxe-Anhalt lors de la fusion des anciennes communes autonomes de Beesenstedt, Bennstedt, Fienstedt, Höhnstedt, Kloschwitz, Lieskau, Salzmünde, Schochwitz et Zappendorf.

## Personnalités liées à la ville
- Jean-Frédéric-Charles II d'Alvensleben (1778-1831), général mort à Schochwitz.
- Hermann d'Alvensleben (1809-1887), général né et mort à Schochwitz.
- Rudolf Viole (1825-1867), pianiste né à Schochwitz.